# 18 Months
18 Months – trzeci studyjny album szkockiego DJ-a i producenta Calvina Harrisa. Miał premierę 30 października 2012 roku. Album zawiera 15 numerów wyprodukowanych przez samego Calvina. Płyta stanowi kombinację muzyki pop, house i disco. Występują tam gościnnie m.in. Rihanna, Ellie Goulding, Florence Welch, Kelis, Ne-Yo. W Polsce płyta uzyskała status platynowej.

## Lista utworów
1. Green Valley – 1:49
2. Bounce (feat. Kelis) – 3:42
3. Feel So Close – 3:26
4. We Found Love (feat. Rihanna) – 3:35
5. We’ll Be Coming Back (feat. Example) – 3:54
6. Mansion – 2:07
7. Iron (z Nicky Romero) – 3:39
8. I Need Your Love (feat. Ellie Goulding) – 3:54
9. Drinking From the Bottle (feat. Tinie Tempah) – 4:00
10. Sweet Nothing (feat. Florence Welch) – 3:32
11. School – 1:47
12. Here 2 China (feat. Dizzee Rascal & Dillon Francis) – 2:32
13. Let’s Go (feat. Ne-Yo) – 3:52
14. Awooga – 3:51
15. Thinking About You (feat. Ayah Marar) – 4:07

## Notowania
| Lista (2012-13)                             | Najwyższa pozycja |
| ------------------------------------------- | ----------------- |
| Australia (Top 50 Albums)                   | 5                 |
| Austria (Ö3 Austria Top 40)                 | 52                |
| Belgia (Ultratop 200 Albums, Flandria)      | 50                |
| Belgia (Ultratop 200 Albums, Wallonia)      | 44                |
| Holandia (Mega Album Top 100)               | 48                |
| Francja (SNEP)                              | 110               |
| Irlandia (Albums Chart)                     | 2                 |
| Kanada (Canadian Albums Chart)              | 8                 |
| Niemcy (Media Control Charts)               | 63                |
| Nowa Zelandia (RIANZ)                       | 4                 |
| Stany Zjednoczone (Billboard 200)           | 19                |
| Stany Zjednoczone (Dance/Electronic Albums) | 1                 |
| Szkocja (OCC)                               | 1                 |
| Szwajcaria (Alben Top 100)                  | 30                |
| Szwecja (Sverigetopplistan)                 | 6                 |
| Wielka Brytania (UK Albums Chart)           | 1                 |
| Wielka Brytania (UK Dance Albums Chart)     | 1                 |